# 요크셔 푸딩
요크셔 푸딩(영어: Yorkshire pudding)는 영국의 짭짤한 푸딩이다. 그레이비를 곁들여 전채로 내거나 고기 요리와 함께 주요리로 낸다. 펍에서 내는 음식 가운데 하나이며, 선데이 로스트를 구성하는 음식이기도 하다. 잉글랜드의 국민 음식 가운데 하나로 여겨진다. 영국에서는 2007년부터 매년 2월 첫째주 일요일을 "요크셔 푸딩의 날(National Yorkshire Pudding Day)"로 기념하고 있다.

## 이름
영국 영어에서 "푸딩(pudding)"이라는 말은 달콤한 후식 외에도 요크셔 푸딩과 같은 짭조름한 주전부리를 가리키는 데 쓰인다. 요크셔 지역에서 처음 만들어져서 "요크셔 푸딩(Yorkshire pudding)"으로 불리게 되었다.

## 만들기
뜨겁게 달군 오븐 용기에 기름을 넣어 끓는점에 가깝게 가열한 뒤, 달걀, 우유, 밀가루, 소금을 넣은 반죽물을 달궈진 기름 위에 붓고 오븐에서 부풀어 오르도록 구워 만든다. 달걀과 우유와 밀가루는 부피 기준 1:1:1로(예: 200ml, 200ml, 200ml) 넣는 것이 기본적인 조리법이다. 우유 대신 물을 사용하면 더 가볍고 바삭바삭한 질감으로 구워진다.
전통적으로는 고기를 로스팅할 때 오븐 아랫단의 기름 트레이에 떨어지는 고깃기름(드리핑)을 활용하여 구워지는 음식이다. 작은 것은 흔히 머핀 트레이에서 굽는다.
안에 소시지를 넣어 구울 경우 토드 인 더 홀이 된다.

## 문화
가난했던 시절 귀했던 고기 요리를 먹기 전에 미리 배를 채우기 위해 먹기도 했다. "푸딩을 많이 먹는 사람은 고기도 많이 먹는다.(Them 'at eats t'most pudding gets t'most meat.)"는 그러한 전통을 일컫는 관용구이다.

## 사진

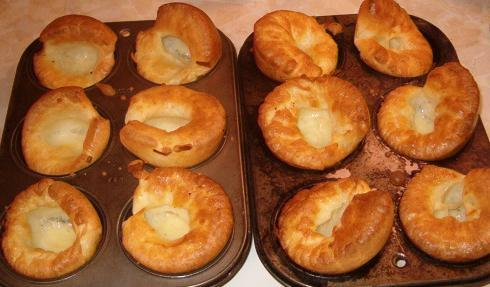
머핀 트레이에 구운 요크셔 푸딩
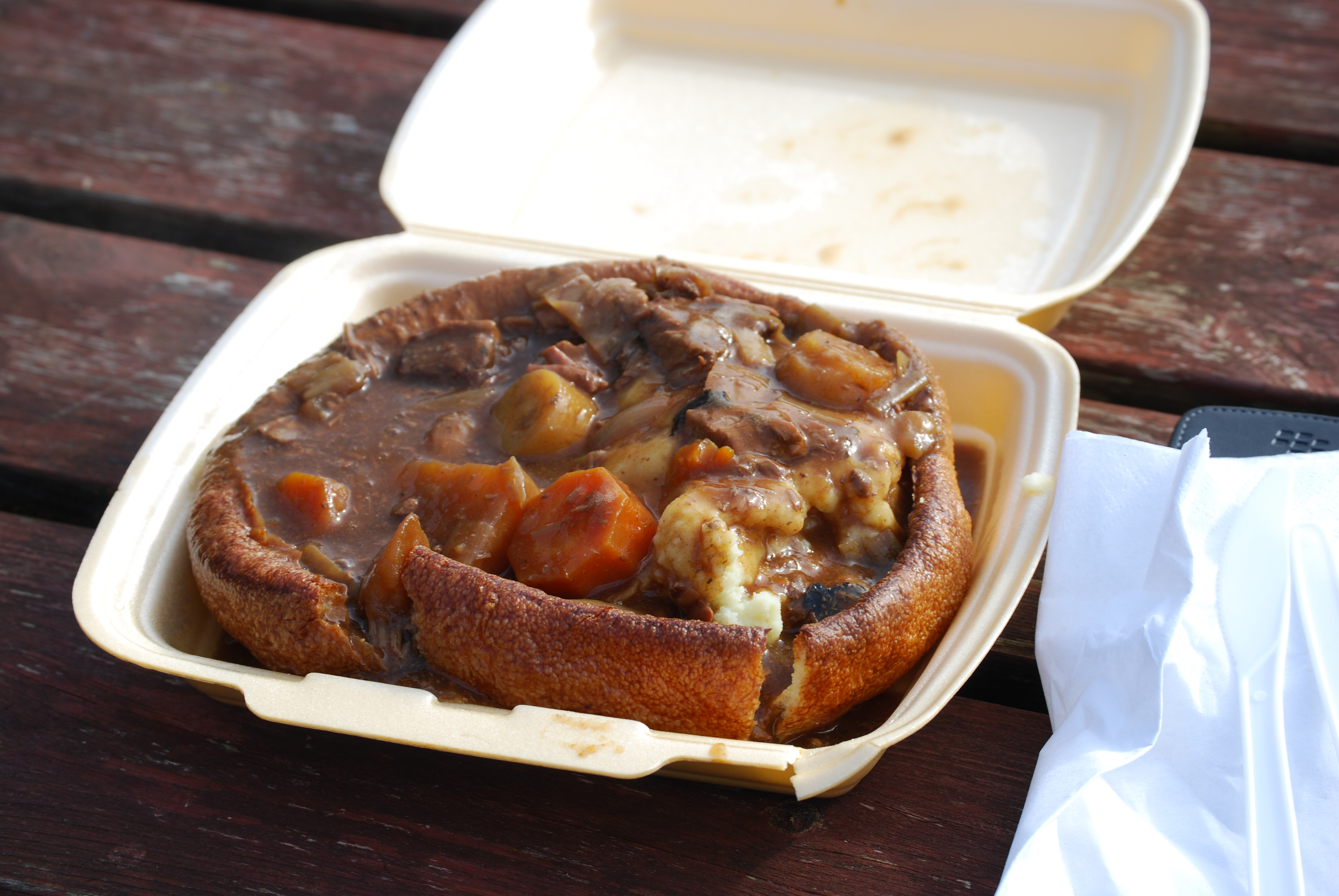
그레이비와 으깬 감자, 채소를 채운 요크셔 푸딩
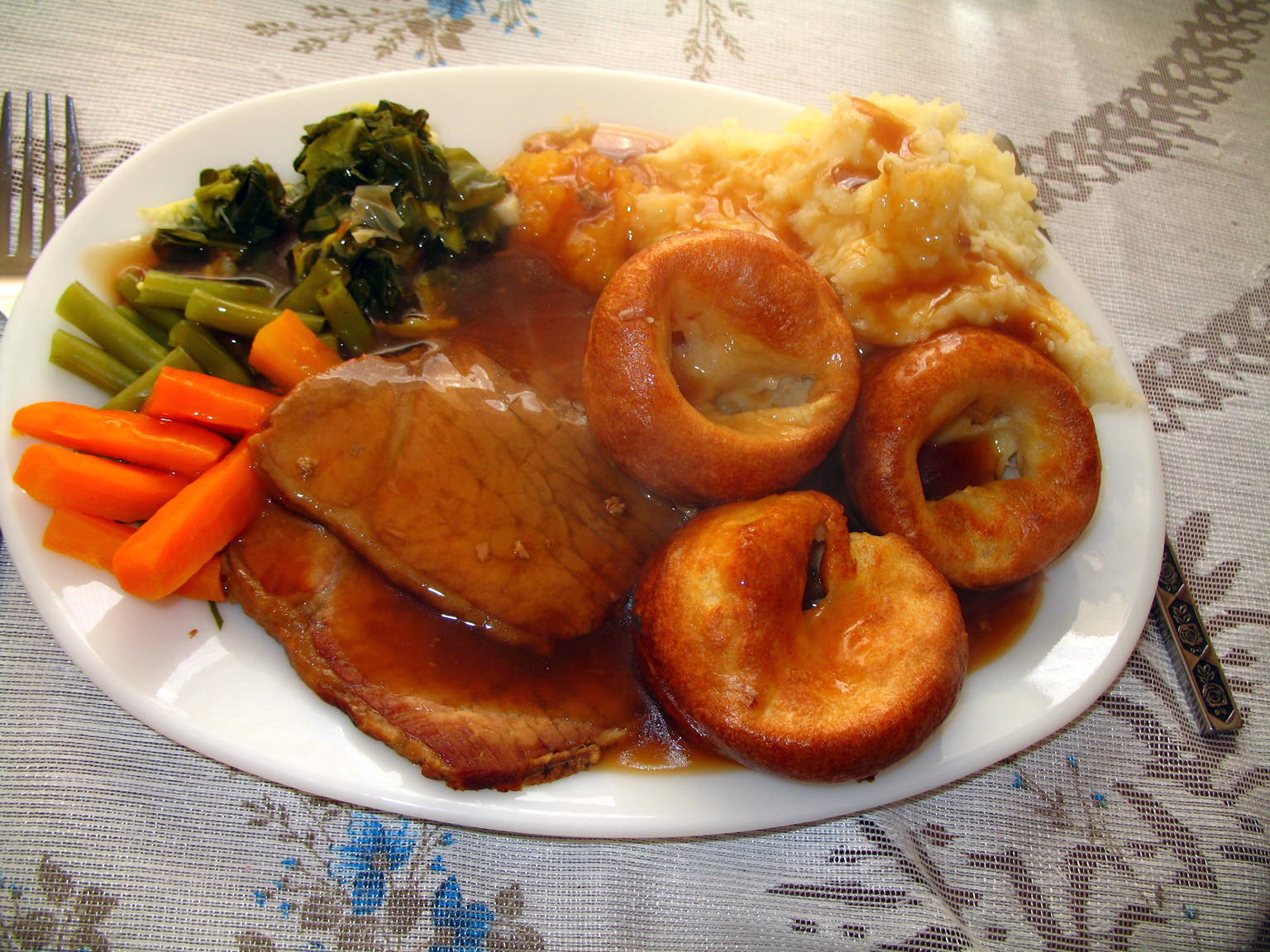
선데이 로스트
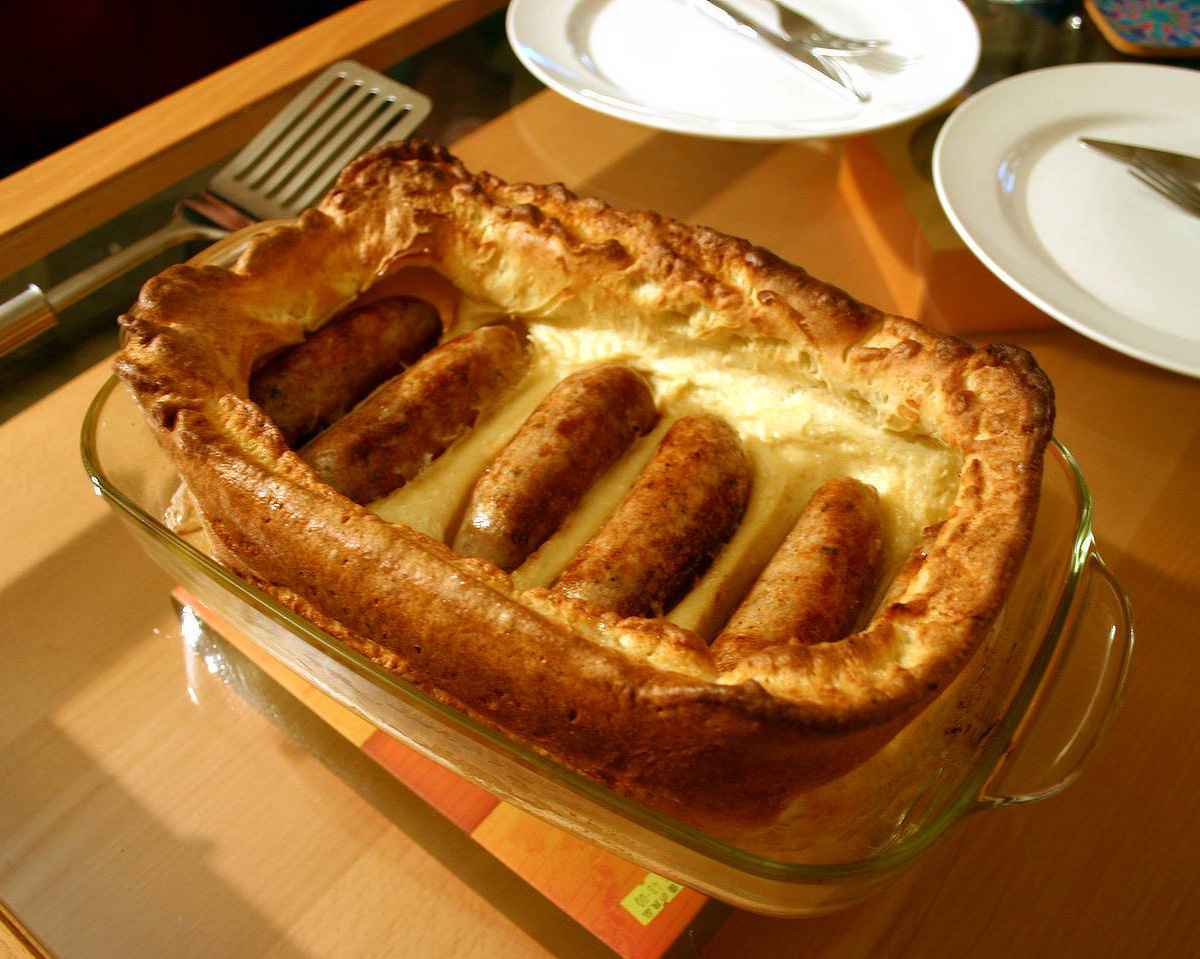
토드 인 더 홀

## 같이 보기
- 더치 베이비
- 팝오버